# Blackbox
Blackbox je prototyp datacentra v přepravním kontejneru vyprojektovaného firmou Sun Microsystems. Poprvé byl představen 17. října 2006. Na trh se měl dostat přibližně v polovině roku 2007, pořizovací cena se pohybuje okolo 500 000 $. Protože je navržen tak, aby dokázal využít již existující infrastrukturu, je vhodný na místa, kde je nemožné vytvořit klasické datacentrum (například ropné plošiny, rozvojové země). Obsahuje podle objednávky 1,5 petabyte diskové kapacity nebo 2 petabyte na páskových jednotkách, 7 terabyte operační paměti a 250 procesorů Sun Fire T1000 server (2000 jader) nebo Opteron server (1000 jader).